# Grand Prix des mécènes
Pour les articles homonymes, voir Mécènes.
Le Grand Prix des mécènes est un des prix littéraires décernés chaque année au Cameroun par les organisateurs des Grands Prix des associations littéraires. Il a pour but de rendre hommage à un auteur chevronné pour l'ensemble de sa production livresque.

## Historique
Le Grand Prix des mécènes a été décerné pour la première fois en 2014. Depuis, il est attribué chaque année à l'occasion de la cérémonie de remise des prix des GPAL. Le prix est honorifique et s'appuie sur les contributions de mécènes, notamment pour les charges liées à l'organisation et à la communication. Le lauréat est souvent annoncé dans la presse camerounaise en prélude à la remise du prix. Jusqu'en 2017, seul des auteurs de l'Afrique francophone ont été honorés. Ils sont tous considérés comme des doyens de la littérature dans leurs pays respectifs, et font partie de cette génération d'auteurs africains qui se sont fait remarquer dans la période post-indépendances. Le dernier lauréat en date, Seydou Badian Kouyaté du Mali (Grand Prix des mécènes 2017), est décédé le 28 décembre 2018 à l'âge de 90 ans. Quant à Bernard Dadié de la Côte d'Ivoire, il est primé pour le compte de l'édition de 2016 le 9 mars 2017, alors qu'il a 101 ans, puis décède le 9 mars 2019 à 103 ans.

## Les lauréats
- 2014 : Guillaume Oyônô Mbia, Cameroun[6].
- 2015 : Patrice Kayo, Cameroun[7].
- 2016 : Bernard Dadié, Côte d'Ivoire[8].
- 2017 : Seydou Badian Kouyaté, Mali[9],[10].
- 2018 : Ngugi wa Thiong'o, Kenya[11].
- 2019 : Cheikh Hamidou Kane, Sénégal[12].